# Motorola DragonBall
 (septembre 2020).
Si vous disposez d'ouvrages ou d'articles de référence ou si vous connaissez des sites web de qualité traitant du thème abordé ici, merci de compléter l'article en donnant les références utiles à sa vérifiabilité et en les liant à la section « Notes et références ».
Pour les articles homonymes, voir Dragon Ball.
Le Motorola DragonBall, ou MC68328, est un microcontrôleur de Motorola dérivé du Motorola 68000.
Il était utilisé sur les plateformes Palm Computing antérieures à Palm OS 5. Sur les versions suivantes il a été remplacé par des processeurs XScale (architecture ARM).

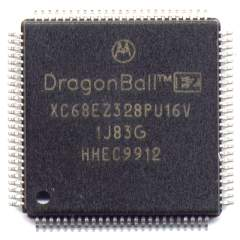
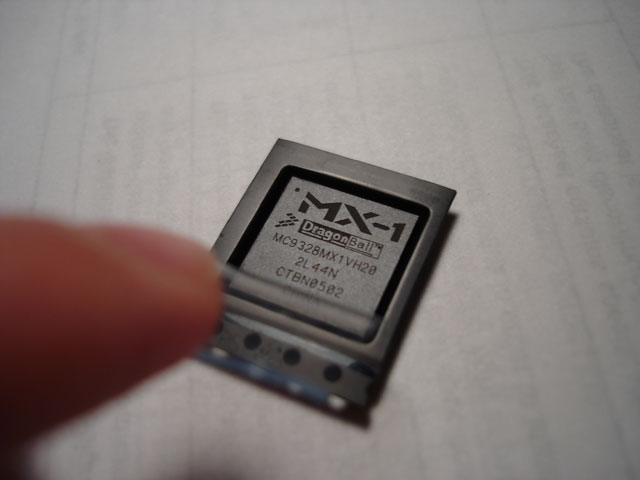
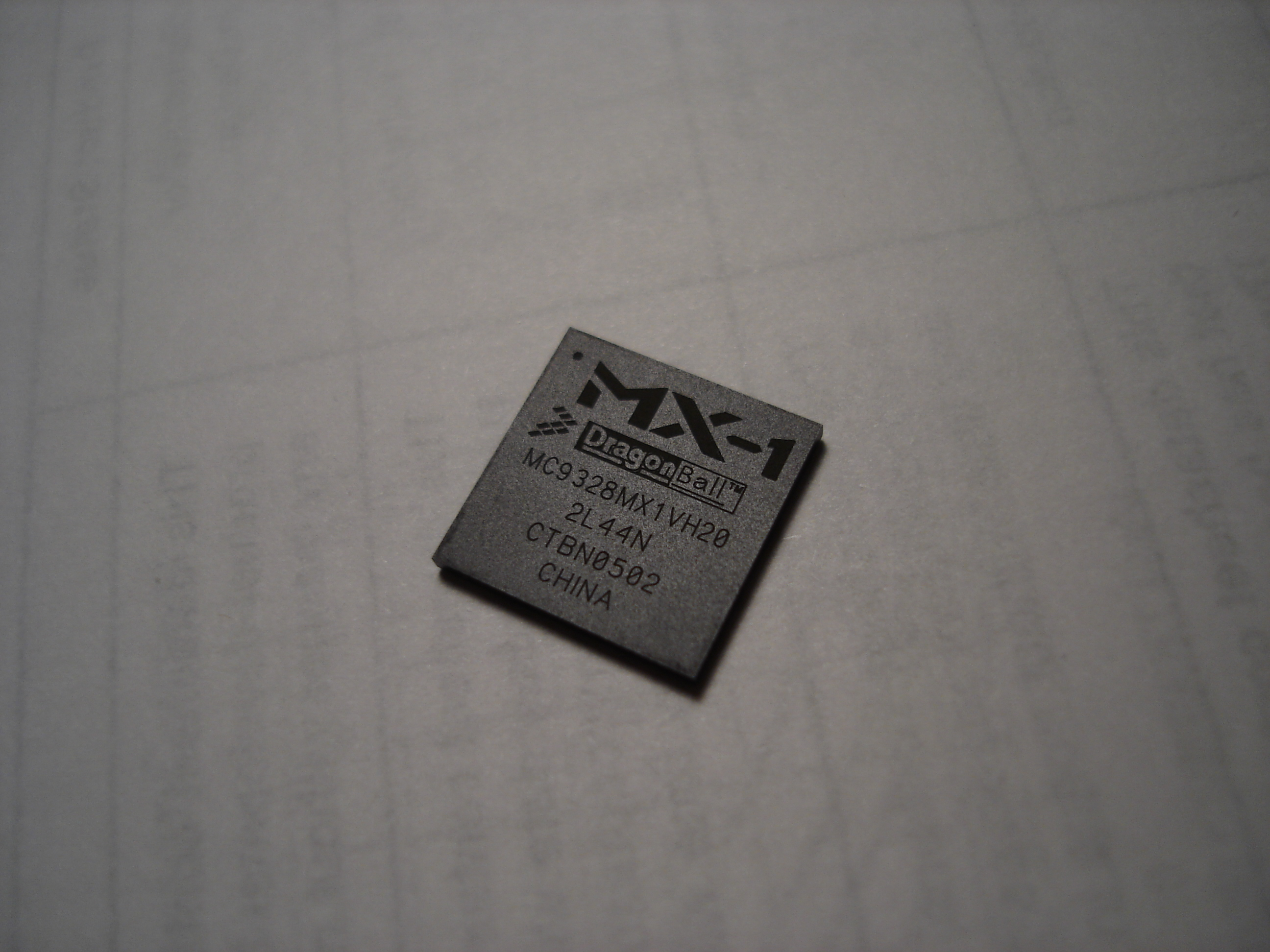